# Rui Duarte (football, 1978)

Rui Pedro Viegas Silva Gomes Duarte, né le 16 septembre 1978 à Lisbonne, est un footballeur portugais, reconverti entraîneur.

## Biographie
Rui Duarte joue principalement en faveur du CF Belenenses et du SC Olhanense.
Il est sacré champion du Portugal de deuxième division en 2009 avec le club d'Olhanense.

## Carrière
NB : seuls les matchs de championnat sont comptabilisés
| Saison    | Club                   | Division | Matches | Buts |
| --------- | ---------------------- | -------- | ------- | ---- |
| 1997-1998 | SC Olhanense           | II B     | 28      | 1    |
| 1998-1999 | SC Dragões Sandinenses | III      | 21      | 1    |
| 1999-2000 | CF Belenenses          | I        | 7       | 1    |
| 2000-2001 | CF Belenenses          | I        | 0       | 0    |
| 2001-2002 | CF Belenenses          | I        | 16      | 1    |
| 2002-2003 | CF Belenenses          | I        | 7       | 0    |
| 2003-2004 | Naval 1er mai          | II       | 31      | 5    |
| 2004-2005 | Leixões SC             | II       | 31      | 5    |
| 2005-2006 | Estrela da Amadora     | I        | 22      | 0    |
| 2006-2007 | SC Olhanense           | II       | 24      | 6    |
| 2007-2008 | SC Olhanense           | II       | 25      | 5    |
| 2008-2009 | SC Olhanense           | II       | 27      | 5    |
| 2009-2010 | SC Olhanense           | I        | 20      | 0    |
| 2010-2011 | SC Olhanense           | I        | 6       | 0    |

## Palmarès
- Champion du Portugal de D2 en 2009 avec le SC Olhanense

## Statistiques
À l'issue de la saison 2009-2010
- 72 matchs et 2 buts en 1re division portugaise
- 138 matchs et 26 buts en 2e division portugaise